# دولت روسیه
دولت روسیه بالاترین قدرت اجرایی در فدراسیون روسیه است. اعضای دولت روسیه شامل نخست‌وزیر، معاون نخست‌وزیر و وزرای دولت فدرال می‌باشند. بر اساس اصلاحیه سال ۱۹۹۱ قانون اساسی ۱۹۷۸ روسیه رئیس‌جمهور روسیه، رئیس شورای اجرایی این کشور بود و شورای وزیران را رهبری می‌کرد. طبق قانون اساسی فعلی روسیه، در حال حاضر رئیس‌جمهور از اعضای دولت روسیه نمی‌باشد و از قدرت اجرایی برخوردار نیست. اما رئیس‌جمهور، نخست‌وزیر روسیه را تعیین می‌کند، که به‌عنوان بالاترین منصب اجرایی این کشور فعالیت می‌کند.